# Бардош, Лайош
Ла́йош Ба́рдош (венг. Bárdos Lajos; 1 октября 1899, Будапешт, Австро-Венгрия — 18 ноября 1986, Будапешт, Венгрия) — венгерский композитор, хоровой дирижёр, музыковед и педагог.

## Биография
Учился в Музыкальной академии Ференца Листа у Альберта Шиклоша и Золтана Кодая (композиция) . В 1925-1962 годах был руководителем ряда хоровых коллективов. Руководил музыкальным издательством, а также журналом «Magyar Kórus». Был одним из лидеров движения «Поющая молодёжь». Занимался педагогической деятельностью, в частности в 1928-1966 годах профессор теории и истории музыки в Высшей музыкальной школе в Будапеште. Как композитор сочинял произведения для хора. Автор теоретических работ о творчестве Белы Бартока и Игоря Стравинского. В своем творчестве Бардош опирался на интонации венгерских народных песен. Хоры в шуточно-танцевальном жанре на фоне других были особенно популярны и эффектны.
Его лекции в Академии славились своей ясностью и живостью, и у него всегда был полон зал, независимо от преподаваемого предмета. Среди его учеников в Академии был Георгий Куртаг , который спустя десятилетия посвятил ему две композиции (соч. 11, песня № 2 и соч. 12). Дьёрдь Лигети сделал необычный шаг, регулярно посещая лекции Бардоша, когда они оба преподавали в Академии .  Как говорил сам Дьёрдь Лигети,  лекции Бардоша оказали на него значительное влияние на его ранние сочинения , . 
Его младший брат, Дьёрдь Деак-Бардош, также был композитором. 

## Музыковедческие труды
- Modális harmóniák (Budapest, 1961, второе издание 1979)
- «Organika» (в «Maguar Zene», 1973)

## Награды

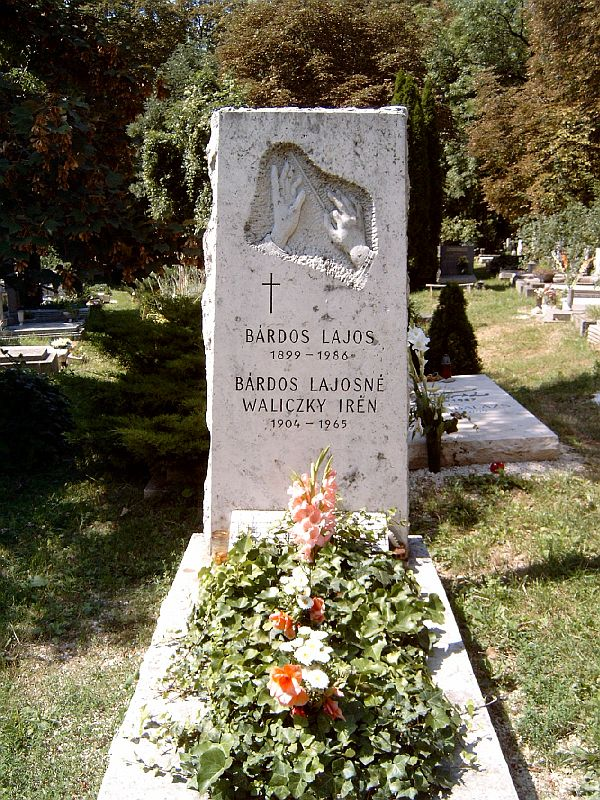
Могила Лайоша Бардоша на кладбище Фаркашрети в Будапеште

- 1953 — Премия имени Ференца Эркеля
- 1954 — Заслуженный артист ВНР
- 1955 — Премия имени Лайоша Кошута
- 1970 — Народный артист ВНР
- 1984 — Премия имени Белы Бартока и Диты Пастори